# Одиша
Оди́ша (о файле, ория ଓଡ଼ିଶା, санскр. उड़ीसा, англ. Odisha), ранее Ори́сса — штат на востоке Индии. Столица и крупнейший город — Бхубанешвар. Население — 41 947 358 человек (11-е место среди штатов; данные 2011 года). 4 ноября 2011 года название штата официально изменено с «Орисса» на «Одиша».
На побережье Индийского океана практически отсутствуют удобные места для портов, за исключением Парадипа. Прибрежная полоса и дельта реки Маханади отличаются исключительно высоким плодородием. В условиях регулярных и обильных дождей снимаются два урожая в год.

## География

Карта штата

Площадь территории Одиши составляет 155 707 км² (9-е место). По физико-географическим характеристикам штат можно разделить на 5 основных районов:
1. Прибрежная равнина на востоке
2. Срединные возвышенности
3. Центральное плато
4. Западные нагорья
5. Основные речные долины

Прибрежная равнина протянулась вдоль всего побережья Бенгальского залива, она включает в себя дельты крупных рек региона и множество озёр. Срединные гористые территории и возвышенности занимают три четвёртых от площади штата, они представлены главным образом Восточными Гхатами. Гхаты прерываются несколько пойменными долинами, средняя высота этого региона — около 900 м над уровнем моря. Западные нагорья несколько ниже, чем плато и имеют высоту всего от 153 до 305 м.
Крупнейшая река штата — Маханади, начинается в штате Чхаттисгарх и, протекая по территории Одиши, впадает здесь в Бенгальский залив. В южной части прибрежной равнины Одиши расположено солоноватое озеро Чилика, его площадь варьируется от 906 до 1165 км² в зависимости от сезона.

## История
Именно этот штат являет собой ядро древнего государства Калинга — одного из очень немногих регионов Индии, сохранивших независимость во время завоеваний Чандрагупты Маурья. О несколько более раннем времени можно узнать из
надписи Пещеры Слонов, которая упоминает о казни царя Калинги, названного Нандараджа, что намекает на представителя династии Нанда, воевавшей с Александром Македонским, о чём детальнее сообщают античные источники (в частности, Индика Мегасфена). Что подразумевает потенциальную аннексию, либо правителя по династическому браку. В любом случае, состоянием на вторую четверть III века до н. э. это была самостоятельная держава.
Её покорением (см. война Калинга) занялся новый самрат династии Маурьев Ашока, окончив войну в 260 г. до н. э. и учинив здесь массовую резню (около 100 000 погибших, включая женщин и детей, и около 150 000 угнанных в неволю), что, по легенде, и заставило его искать душевного спокойствия в религиях, альтернативных ведической традиции. Был ли это именно буддизм, либо всё же джайнизм или учение адживика, спорят, на самом деле, до сих пор. Фактом остаётся лишь то, что именно в дни Ашоки все эти маргинальные антибрахманические религии получили в Индии подлинное распространение, а официальная поддержка их послужила началу развития на субконтиненте как письменности (джайнские библиотеки, к слову, древнейшие в Индии), так и монументального искусства (см. Маврийское искусство). Катализатором же этого всего послужило, в конечном счете, именно противостояние Ашоки Маурья с царством Калинга.

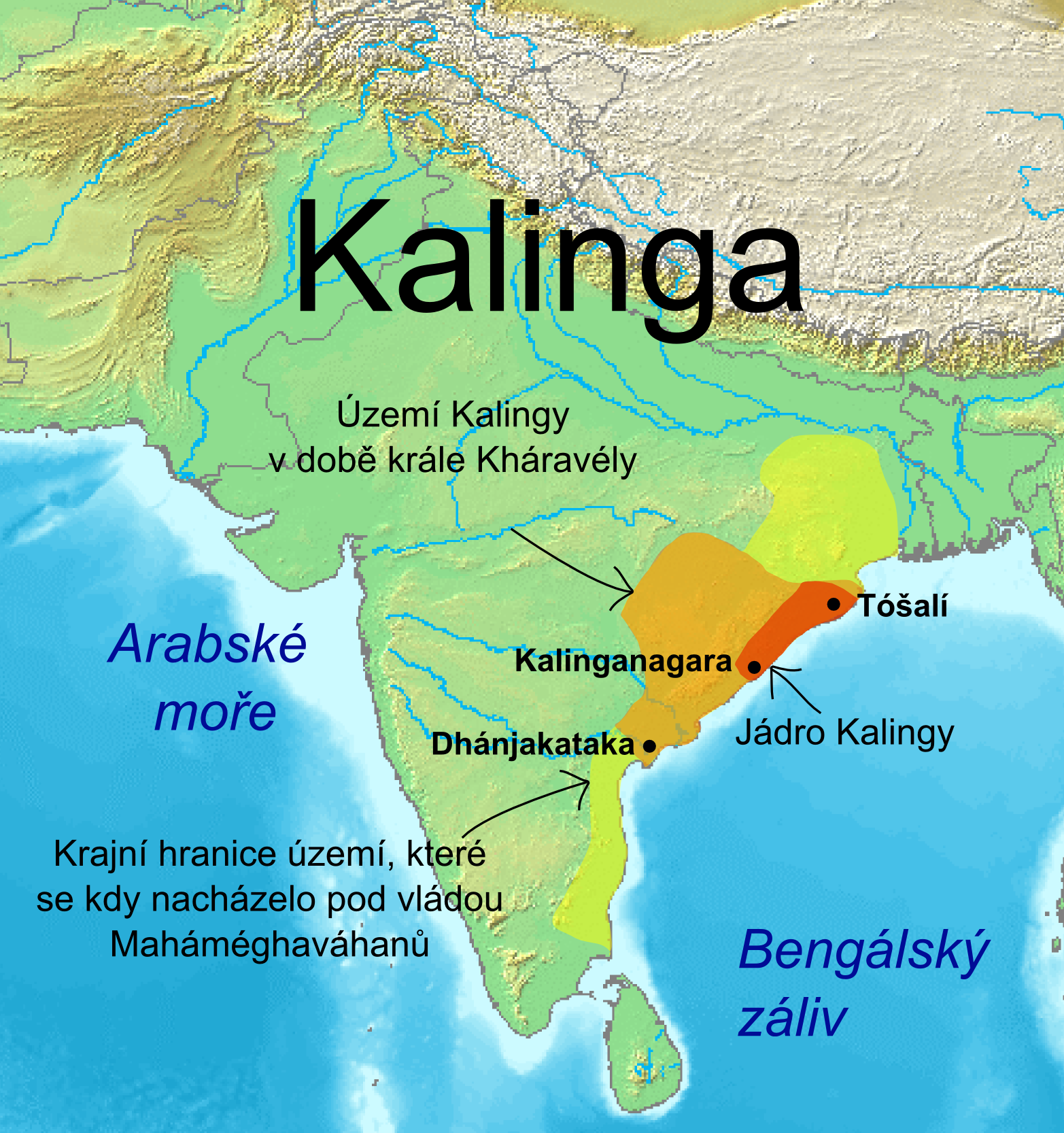
Калинга во времена Кхаравелы

При преемниках Ашоки она довольно скоро вернула себе независимость. А при легендарном калингийском правителе Кхаравела (начало I в до н. э.) царство не только окрепло и достигло могущества, но даже смогло на время покорить державу Магадха.
Этот край и его народ упомянуты в традиционном индийском эпосе «Махабхарата», где, в частности, сказано об их древности и многочисленности (см. Калинга).
Античные источники по землеописанию (например Плиний Старший), упоминают в Индии диковинный народ Calingae (англ. Calingae), чьи представители живут всего по 8 лет. Упоминаются крупные города, такие как Dandagula (Dandaguda) и Parthalis (Protalis).
Во времена династии Гупта Калинга вновь утратила независимость. Упадок привёл к запустению, отмеченному китайским естествоиспытателем Сюаньцзаном.
В VIII веке была присоединена к царству бенгальской династии Пала. Примерно с тех пор основным языком на её территории стал язык ория, близкий бенгальскому. В честь этой народности, ставшей доминантным населением региона, край и стал со временем именоваться «Одиша».
Историко-культурным процессам на территории Одиши посвящён ряд англоязычных материалов.

## Архитектура
Старинный регион хранит память о былом в целой серии исторических памятников.
В наши дни штат знаменит своими храмовыми комплексами — в первую очередь такими, как Храм Солнца в Конараке, храм Джаганнатхи в Пури и храм Лингараджа в Бхубанешваре. Знамениты также бхубанешварский храм Байтала и храм Варахи в деревушке Чаураси Архивная копия от 27 сентября 2020 на Wayback Machine.

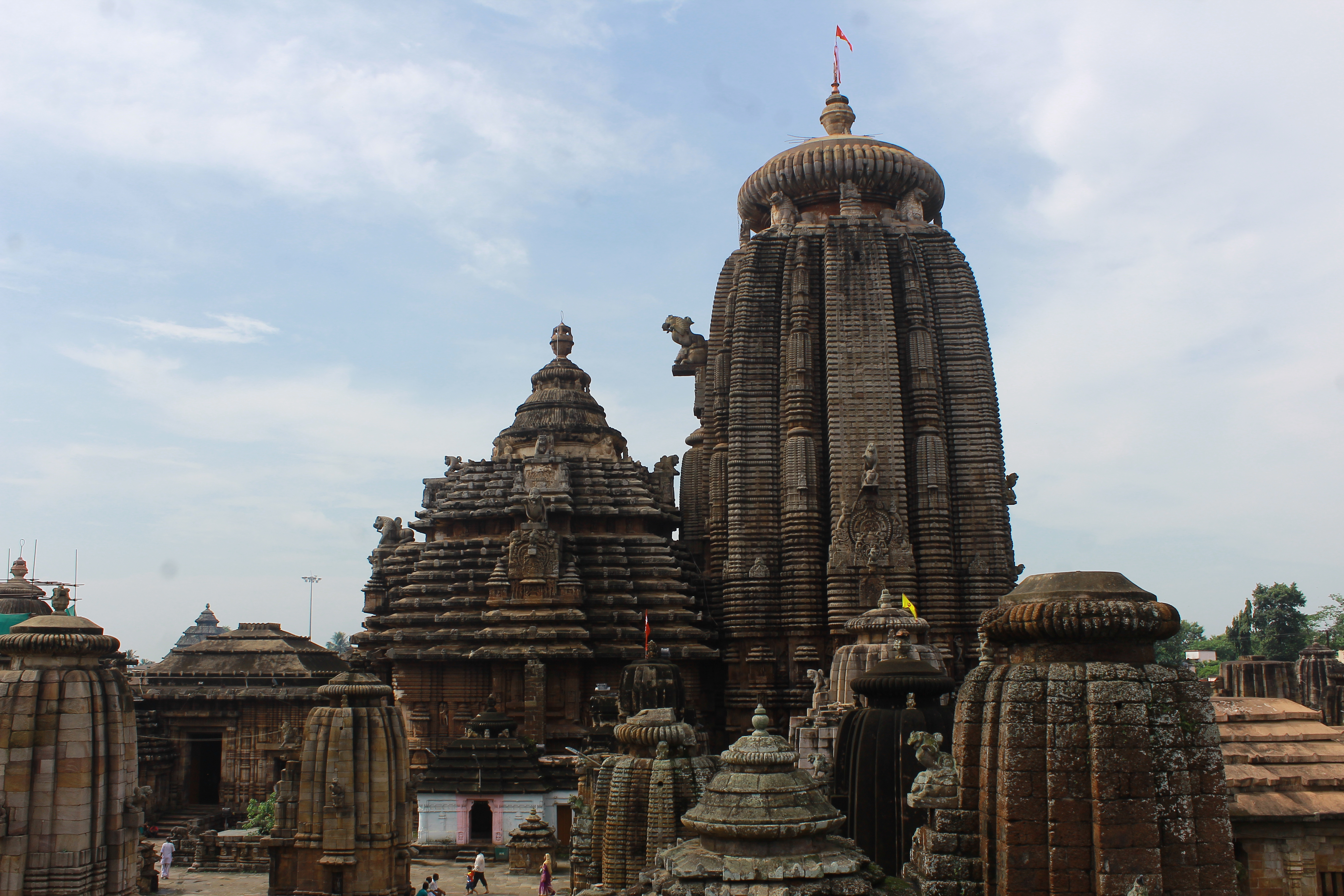
Храм Лингараджа

Регион имеет довольно самобытную архитектурную традицию. Для культовых построек в Одише используют слово Deuḷa. Выделяют три стилистических типа храмов: Rekha Deula, Pidha Deula — связанных с символикой Вишну, Шивы и Сурьи, — и Khakhara Deula, связанную со стилистикой Дурги и Чамунди.
Напоминая в целом характерную индуистскую стилистику «Гор поросших лесом», храмы Калинги несут привязку и к анатомии человеческого тела, что отразилось как в планировке, так и в терминологии. В частности, базовую планировку делят на Bāḍa (нижние конечности), Ganḍi (торс) и Cuḷa/Mastaka (голова), что отражено как в оформлении, так и в отношении верующих к этим зонам и соответственной культуре поведения.
Культура и творчество мастеров царства Калинга с древних пор пронизано идеологией шактизма. Центровой храмовый оберег (lalatabimba) над входом типовых Deuḷa региона это, как правило, изображение Гаджа-Лакшми в позе лалитасана . Нельзя не упомянуть и местный тантрический храм Чаусанти Йогини, чье возведение отсылают к правлению царицы Хирадеви (IX век).

## Население
Название от этнонима «ория» — основного населения этого штата.
Тем не менее, можно с изрядной вероятностью допускать что исконное население Одиши — в бытность её царством Калинга — представлено ныне малочисленными восточно-дравидийскими племенами Кхонда и австронезийцами Бонда (говорят на языках, родственных наречиям мунда). Те и другие являются адиваси — коренным населением Индии.
По данным переписи 2001 года население Одиши составляет 36 706 920 человек; 50,89 % составляют мужчины, 49,11 % — женщины. Плотность населения — 236 чел./км². Сельское население — 85,01 %, городское — 14,99 %. Главная этническая группа региона — ория. 83,2 % населения говорит на языке ория; 2,8 % — на хинди; 2,5 % — на куи; 2,5 % — на сантали; 1,9 % — на телугу; 1,7 % — на урду; 1,3 % — на бенгали. Имеются также носители различных австроазиатских и дравидийских языков, распространённых в регионе, однако их доля незначительна.
Индуизм исповедуют 94,4 % населения, христианство — 2,4 %, ислам — 2,1 %, другие религии — 1,1 %. Уровень грамотности составляет 63,61 % населения; 75,95 % мужчин и 50,97 % женщин. По данным на 2000 год, более 47 % населения живёт за чертой бедности, что гораздо выше среднеиндийского показателя. Рождаемость составляет 23,2 на 1000 человек; смертность — 9,1 на 1000.

## Административное деление
| №  | Округ (рус.)   | Округ (анг.)  | Население, чел. (2001) | Территория, км² | Плотность, чел./км² |
| -- | -------------- | ------------- | ---------------------- | --------------- | ------------------- |
| 1  | Ангул          | Angul         | 1 139 341              | 6347            | 180                 |
| 2  | Боудх          | Boudh         | 373 038                | 4289            | 87                  |
| 3  | Бхадрак        | Bhadrak       | 1 332 249              | 2788            | 478                 |
| 4  | Балангир       | Balangir      | 1 335 760              | 6552            | 204                 |
| 5  | Баргарх        | Bargarh       | 1 345 601              | 5832            | 231                 |
| 6  | Баласор        | Balasore      | 2 023 056              | 3706            | 546                 |
| 7  | Катака         | Cuttack       | 2 340 686              | 3915            | 598                 |
| 8  | Деогарх        | Debagarh      | 274 095                | 2781            | 99                  |
| 9  | Дхенканал      | Dhenkanal     | 1 065 983              | 4597            | 232                 |
| 10 | Ганджам        | Ganjam        | 3 136 937              | 8033            | 391                 |
| 11 | Гаджапати      | Gajapati      | 518 448                | 3056            | 170                 |
| 12 | Джхарсугуда    | Jharsuguda    | 509 056                | 2202            | 231                 |
| 13 | Джаджпур       | Jajpur        | 1 622 868              | 2885            | 563                 |
| 14 | Джагатсингхпур | Jagatsinghpur | 1 056 556              | 1759            | 601                 |
| 15 | Кхурда         | Khordha       | 1 874 405              | 2888            | 649                 |
| 16 | Кендуджхар     | Kendujhar     | 1 561 990              | 8240            | 188                 |
| 17 | Калаханди      | Kalahandi     | 1 334 372              | 8197            | 163                 |
| 18 | Кандхамал      | Kandhamal     | 647 912                | 6004            | 108                 |
| 19 | Корапут        | Koraput       | 1 177 954              | 8534            | 138                 |
| 20 | Кендрапара     | Kendrapara    | 1 301 856              | 2546            | 511                 |
| 21 | Малкангири     | Malkangiri    | 480 232                | 6115            | 79                  |
| 22 | Маюрбхандж     | Mayurbhanj    | 2 221 782              | 10 418          | 213                 |
| 23 | Набарангпур    | Nabarangapur  | 1 018 171              | 5135            | 198                 |
| 24 | Нуапада        | Nuapada       | 530 524                | 3408            | 156                 |
| 25 | Наягарх        | Nayagarh      | 863 934                | 3954            | 218                 |
| 26 | Пури           | Puri          | 1 498 604              | 3055            | 491                 |
| 27 | Раягада        | Rayagada      | 823 019                | 7585            | 109                 |
| 28 | Самбалпур      | Sambalpur     | 928 889                | 6702            | 139                 |
| 29 | Субарнапур     | Subarnapur    | 540 659                | 2284            | 237                 |
| 30 | Сундаргарх     | Sundargarh    | 1 829 412              | 9942            | 184                 |

## Экономика
Одиша имеет значительные запасы каменного угля, железной руды, бокситов, хромитов, алюминия. Развита металлургическая и нефтехимическая отрасли. Важную роль играет также обширное побережье штата и выгодное транспортное положение. Штат привлекает большое количество инвесторов, особенно в области горной промышленности и металлургии. Развита отрасль информационных технологий.

## Спорт
В штате Одиша состоялись чемпионаты мира по хоккею на траве в 2018 и 2023 годах. В городе Руркела в 2023 году был открыт самый большой стадион страны для хоккея на траве, вмещающий более 20 тысяч зрителей. Стадион, названный в честь Бирсы Мунды, является четвёртым по вместимости хоккейным стадионом мира.

## Религия

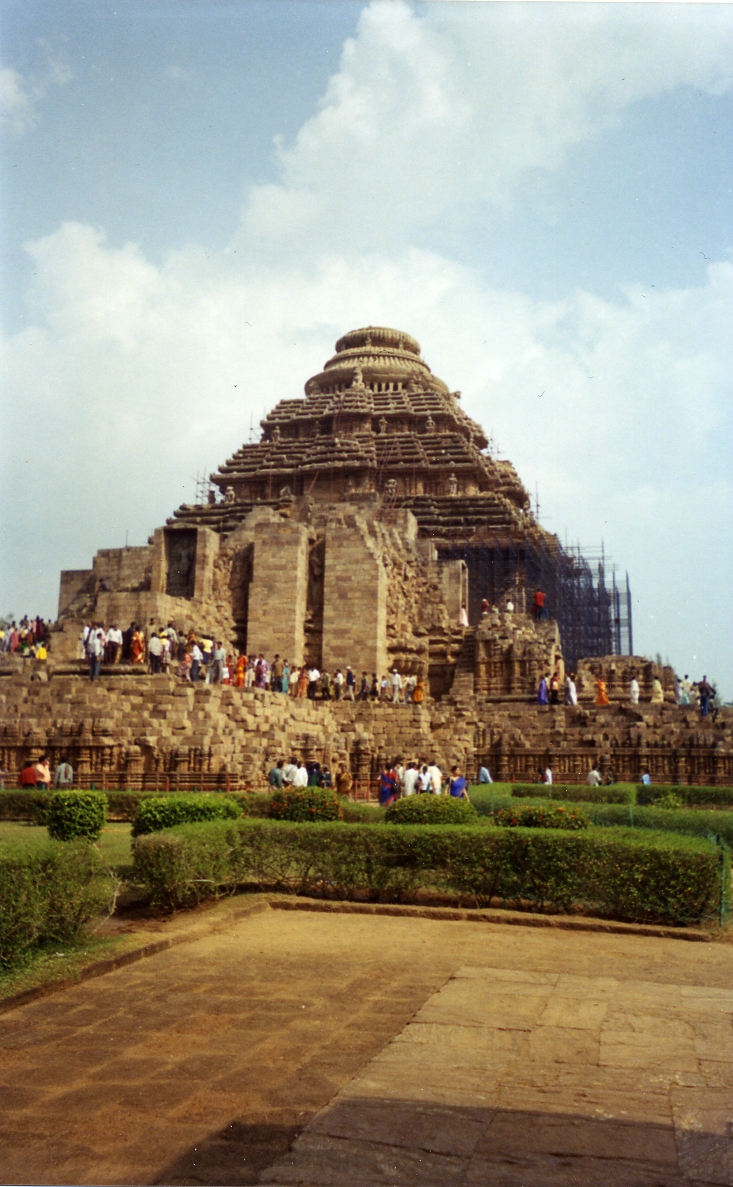
Храм Солнца (Конарак)

Подавляющее большинство населения штата — индуисты, принадлежащие к самым разным направлениям. Большинство из них — это шактисты, шиваиты и вишнуиты. Вишнуизм (другое название — вайшнавизм) особенно распространён в Одише, так как здесь расположена одна из величайших святынь вайшнавизма — храм Джаганнатхи в Пури. Большинство вайшнавов Одиши принадлежат к бенгальской ветви вайшнавизма — гаудия-вайшнавизму.
В 2008 году в штате в результате погромов 50 тысяч христиан покинули свои дома, погиб 81 человек, было разрушено и сожжено 4677 домов, 236 храмов и 36 монастырей.